# Bravida Arena
La Bravida Arena è uno stadio di calcio situato presso l'isola di Hisingen a Göteborg, in Svezia. Può ospitare circa 6 300 spettatori (di cui 1 962 in piedi), in linea con i requisiti previsti dalla Federcalcio svedese. Tutti i posti sono coperti.

## Storia
La decisione di costruire la Bravida Arena è stata intrapresa dal consiglio comunale di Göteborg, al fine di sostituire il vecchio Rambergsvallen con un impianto più moderno e funzionale.
I lavori di costruzione sono incominciati nell'aprile 2014, e sono durati poco più di un anno. Il 21 gennaio 2015 è stato annunciato che la denominazione dell'arena sarebbe stata associata allo sponsor Bravida. L'inaugurazione e la presentazione al pubblico sono avvenuti il 25 giugno 2015, mentre la prima partita ufficiale si è giocata il 5 luglio 2015 (Häcken-Helsingborg 3-2).
Oltre a essere utilizzato per le partite casalinghe dell'Häcken, è una delle strutture che ospita il torneo internazionale di calcio giovanile Gothia Cup.
A partire dal 2022 la struttura è utilizzata anche dall'Utsiktens BK, squadra neopromossa in Superettan il cui impianto abituale (il Ruddalens IP) non rispettava i requisiti richiesti dalla federazione.